# Партизанский (Курская область)
Партиза́нский — посёлок в Дмитриевском районе Курской области России. Входит в состав Первоавгустовского сельсовета.

## История
В 1966 году указом Президиума Верховного Совета РСФСР посёлок лесного отделения Дерюгинского сахарного комбината переименован в Партизанский.

## Население
| 2002 | 2010 |
| ---- | ---- |
| 26   | ↘9   |